# Thuiaria ochotensis
Thuiaria ochotensis is een hydroïdpoliep uit de familie Sertulariidae. De poliep komt uit het geslacht Thuiaria. Thuiaria ochotensis werd in 1878 voor het eerst wetenschappelijk beschreven door Mereschkowsky. 